# Central (MBTA-Station)
Central ist der Name einer U-Bahn-Station der Massachusetts Bay Transportation Authority (MBTA) in Cambridge im Bundesstaat Massachusetts der Vereinigten Staaten. Sie bietet am namensgebenden Central Square Zugang zur Linie Red Line.

## Geschichte
Die Station Central wurde gemeinsam mit den Stationen Park Street, Kendall/MIT und Harvard im März 1912 eröffnet. Aus dieser Zeit stammen auch die Mosaike, die den Namen der Station über den Bahnsteigen darstellen.

## Bahnanlagen

### Gleis-, Signal- und Sicherungsanlagen
Der U-Bahnhof verfügt über zwei Gleise, die über zwei Seitenbahnsteige zugänglich sind.

### Gebäude
Der U-Bahnhof befindet sich am Central Square an der Kreuzung von Massachusetts Avenue, Western Avenue, Prospect Street und Magazine Street. Er ist vollständig barrierefrei zugänglich.

## Umfeld
An der Station besteht eine Anbindung an acht Buslinien der MBTA, zusätzlich stehen 36 Abstellplätze für Fahrräder zur Verfügung. 